# Villa Waldfriede (Wiesbaden)

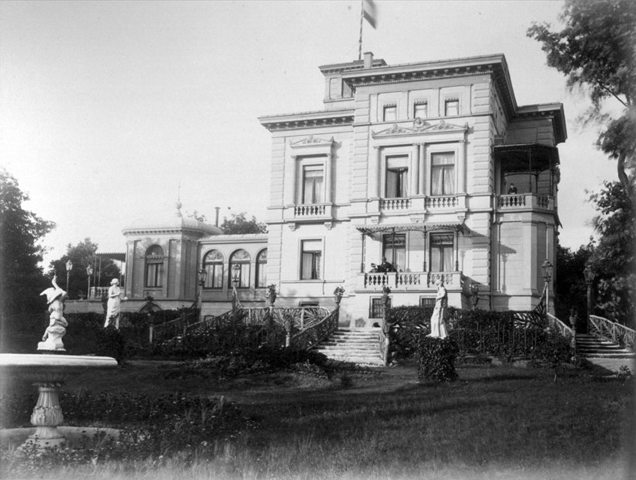
Vorderseite der Villa, 1892

Die Villa Waldfriede war eine in den 1870er-Jahren gebaute, repräsentative Villa mit großem Park. Das im Wald im Norden von Wiesbaden gelegene Gebäude wurde in den 1960er-Jahren abgerissen.

## Lage

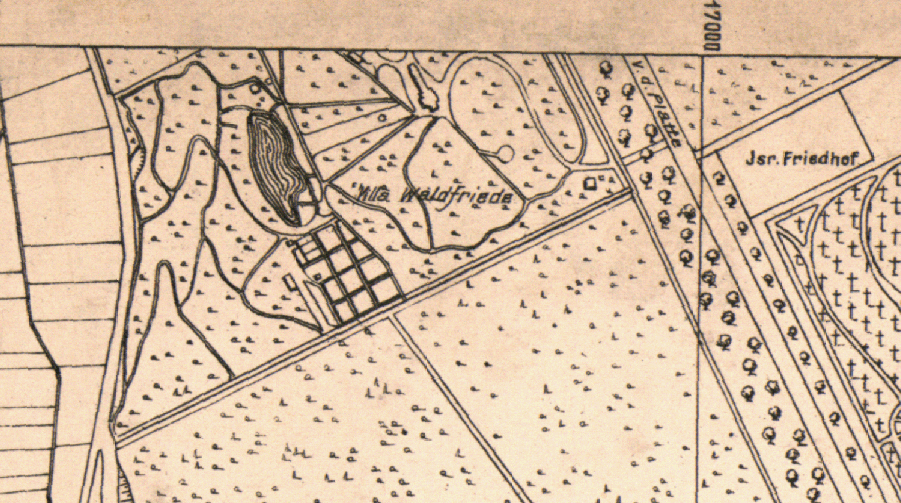
Gelände auf dem Stadtplan der Stadt Wiesbaden, 1910, links der Kesselbach, rechts die Platter Straße und der jüdische Friedhof am Nordfriedhof

Das Gelände der Villa befindet sich im Ortsbezirk Wiesbaden-Nordost an der Platter Straße (B 417), die von Wiesbaden zur Platte verläuft. Östlich liegt der Nordfriedhof, südlich das Freizeitgelände Unter den Eichen und westlich das Hofgut Adamstal. Das Gelände gehört zum Landschaftsschutzgebiet Stadt Wiesbaden.

## Geschichte
Die Villa wurde zwischen 1877 und 1879 auf einem damals weit von der Stadt entfernten Grundstück am Walddistrikt Hebenkies erbaut, welches das Ehepaar Friedrich Wilhelm Poths und Emilie Wegner von der Stadt Wiesbaden erworben hatte. In den Folgejahren kauften sie anliegende Grundstücke im vom Kesselbach durchflossenen Adamstal. Geplant wurde das Bauwerk von dem Wiesbadener Architekten Alfred Schellenberg. Die „Poths’sche Villa“ mit ihrem 6 Hektar großen Anwesen mit Landschaftspark war als Sehenswürdigkeit in Fremdenführern verzeichnet.
Poths-Wegner verkauften die Villa 1889 für 200.000 Mark an den Kaufmann Carl Bonnet, der kurz danach Marianne Beysiegl heiratete. Sie erbauten das große Palmenhaus mit Kuppel, großen Glasfenstern und Freitreppe. Carl starb 1904, seine Frau bewohnte die Villa noch bis etwa 1920. Ab 1921 war die Villa im Eigentum der Stadt Wiesbaden, die sie zunächst für drei Jahre an Herzogin Nancy von Croÿ vermietete. Anschließend wurde die Villa der städtischen Forstverwaltung zugewiesen.
Im Jahr 1935 wurde die Villa als Jungmädel-Führerinnenschule des Obergaues Hessen-Nassau eingeweiht. In der Nähe befand sich von März 1944 bis März 1945 das KZ Unter den Eichen. Ab dem Jahr 1946 diente die Villa als städtisches Altenheim; 1947 wohnten dort 35 Personen. Die Villa verfiel zunehmend und war 1962 stark sanierungsbedürftig. Pläne, einen Neubau zu errichten, wurden nicht verwirklicht. Im Jahr 1966 wurde die Villa abgerissen und die Park- und Gartenanlagen verfielen. Das Pförtnerhäuschen wurde einige Jahre später zerstört, Eingangstor und Maschinenhaus am Haupteingang in den 1990er-Jahren.
Der Denkmalschutz spielte zur Zeit des Abrisses keine Rolle. Diese Zeit war in Wiesbaden von der Planung Ernst Mays geprägt, der mit wenigen Ausnahmen den „veralteten Baubestand“ der Stadt abreißen wollte. Laut Sigrid Russ vom Landesamt für Denkmalpflege Hessen ist der Verlust „zu bedauern“. Birgit Funk und Thorsten Reiß von der Gesellschaft zur Pflege der Stadtgeschichte Wiesbadens bezeichnen die Entscheidung zum Abriss als „unverständliche Barbarei, die sich nahtlos in die Reihe der Bausünden der damaligen Zeit einreihen lässt“.
Der Wohnplatz „Villa Waldfriede (Altersheim)“ wurde am 26. März 1984 aufgehoben.

## Anlage und Bauwerke

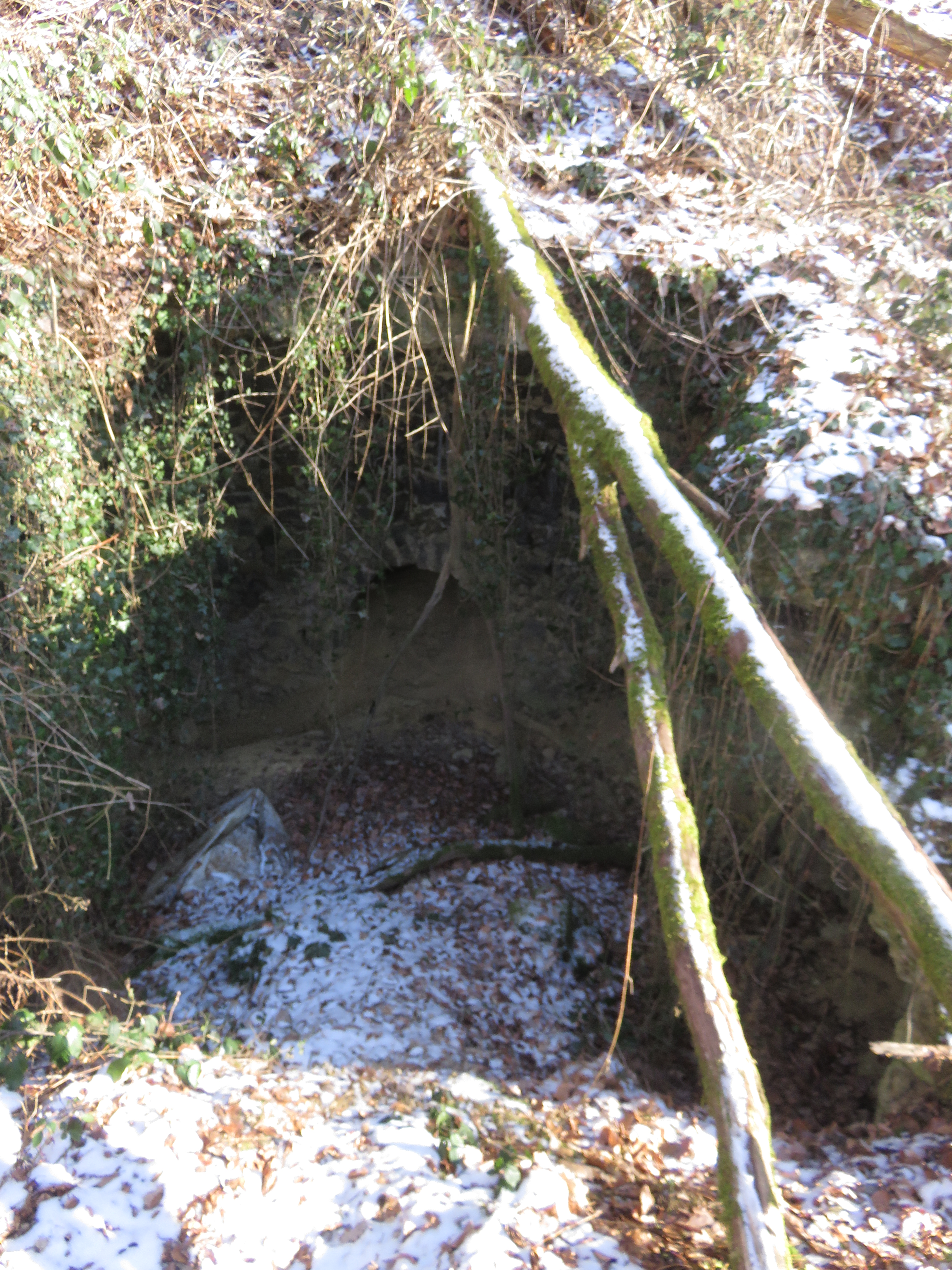
Blick in die etwa drei Meter tiefen, teilweise eingestürzten Grotten

Die Villa Waldfriede war ein dreistöckiger, luxuriöser Bau mit einem seitlichen Turm mit quadratischem Grundriss. Der Baustil war ein Übergang zwischen Spätklassizismus und Neurenaissance. Das unterste Stockwerk diente Repräsentationszwecken, das obere wurde für den privaten Bedarf genutzt, der Mezzanin vom Hauspersonal. Das Turmgeschoss mit Belvedere und Fahnenmast war weithin sichtbar. Das Gebäude verfügte über zwei Veranden und einen einstöckigen Pavillon mit Verbindungsgang zum Haus. Vorgelagert war eine große Terrasse, von der eine repräsentative Freitreppe in den Garten führte. Die „pompös“ gestaltete Villa war mit Balkonen, Balustraden, Konsolen und Bauschmuck verziert. Der Rheinische Kurier beschrieb sie als „schönste und prächtigst gelegene“ Villa in Wiesbaden, die in „köstlicher Waldluft an einem Aussichtspunkte“ liege.
Am Eingang von der Platter Straße befand sich ein „spektakuläres zweiflügliges Astholztor“, reich verziert und darüber in hölzernen Lettern „Waldfriede“. Bis in die 1990er Jahre standen verrostete Reste davon im Wald. 2003 stand dort nur noch ein Transformatorenhäuschen. Links vom Tor stand ein zweistöckiges Pförtnerhäuschen mit Fachwerk und Schnitzereien, in dem anfangs der „Herrschaftsgärtner“ lebte. Weitere Bauwerke auf dem Gelände waren ein zweistöckiges, zwölf Meter langes Wohnhaus und ein Kutscherhäuschen mit Stall nordwestlich der Villa, hinter dichten Bäumen verborgen. Später wurden ein großes Palmenhaus mit Kuppel und bis zum Dach reichenden Glasfenstern und breiter Freitreppe sowie ein quadratisches Maschinenhaus erbaut.
Von der „mit aller Eleganz und größtem Comfort eingerichteten Villa“ führten 1879 „schattige, mit Statuen geschmückte Waldpfade zur Chaussee, abwärts aber auf dem früher öden Berghange ist ein kleines Paradies mit Obstbäumen, Blumengruppen, einem Teiche, der zu Kahnfahrten einlädt, mit einer künstlichen Ruine und eben solcher Grotte hervorgezaubert“. Der knapp sieben Hektar große Park war im Stil eines englischen Landschaftsgartens gestaltet, griff aber auch andere Stile auf. Von der Villa führte ein breites, niedrig bepflanztes Parterre mit zentralem Springbrunnen zum Teich mit einem Ruhesitz. Inmitten des Teichs lag die „Insel der Seligen“. Die anderen Wege folgten „kunstvoll“ dem Geländeverlauf und den Anpflanzungen und waren von Statuen gesäumt.
Nach dem Abriss der Villa und der Nebengebäude verfielen die Park- und Gartenanlagen. Anfang der 2000er-Jahre waren noch Wegreste, Rhododendronpflanzungen, Forsythien, Buchs, Eiben sowie ein alter Obstgarten im Gelände erkennbar. Die Bauplätze der Gebäude waren noch an den Terrassierungen im Gelände zu erkennen. Die Keller waren verfüllt, die künstliche Grotte eingestürzt und der Teich nur noch als ovale Vertiefung im Gelände zu erkennen.

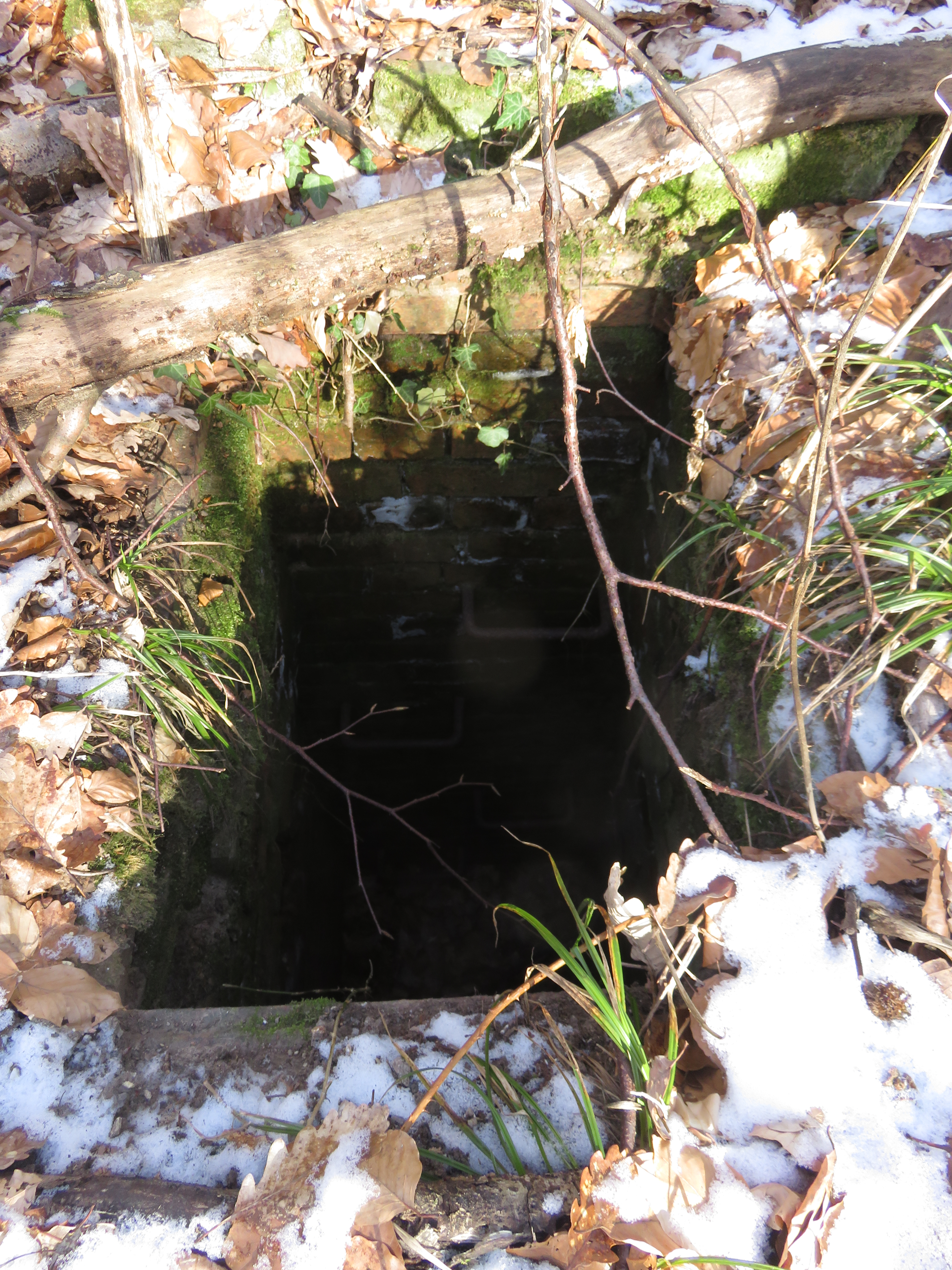
Kellerreste der Villa
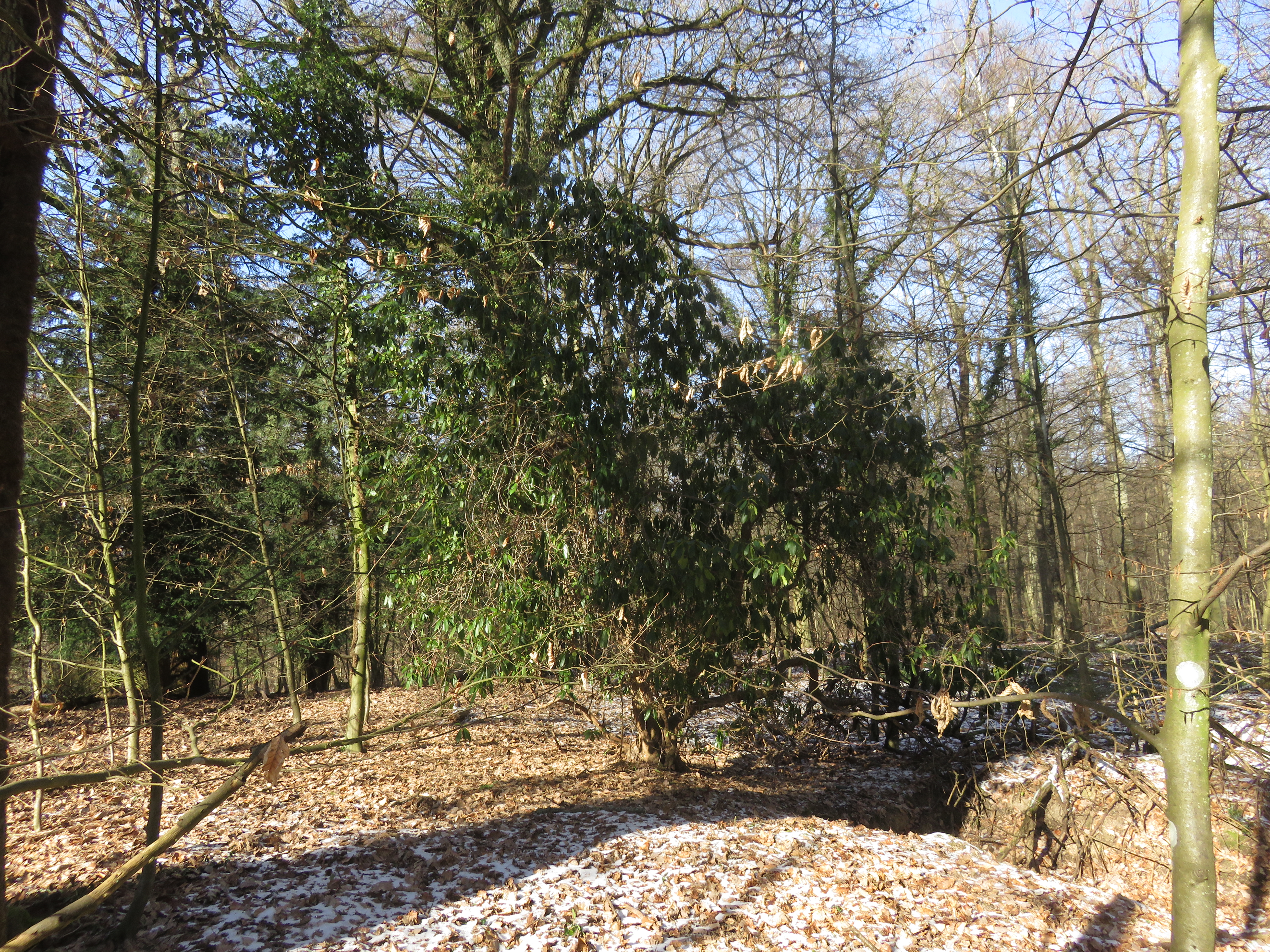
Rhododendron im Park
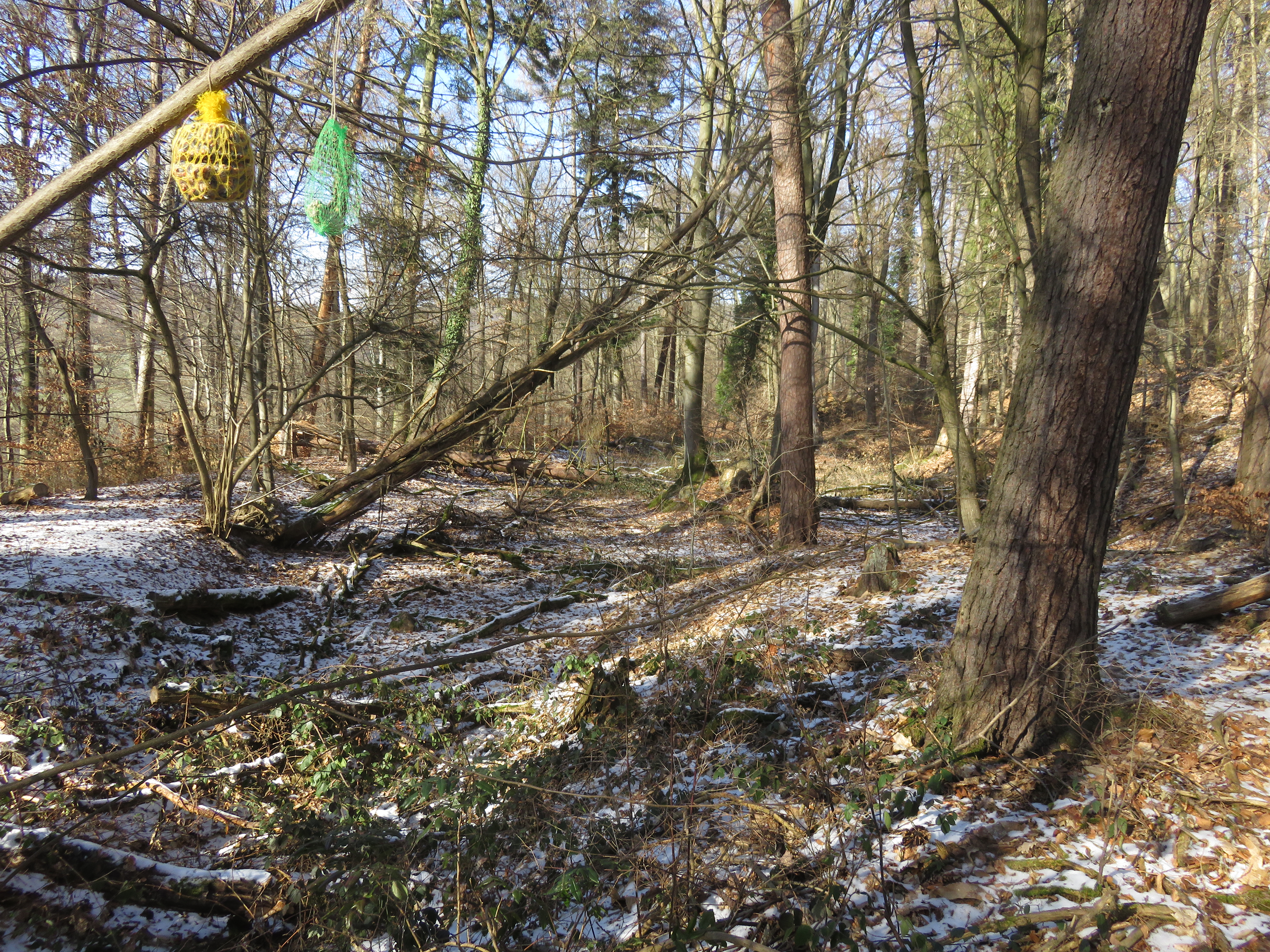
Die ebene Fläche in der linken Bildhälfte war früher ein Teich
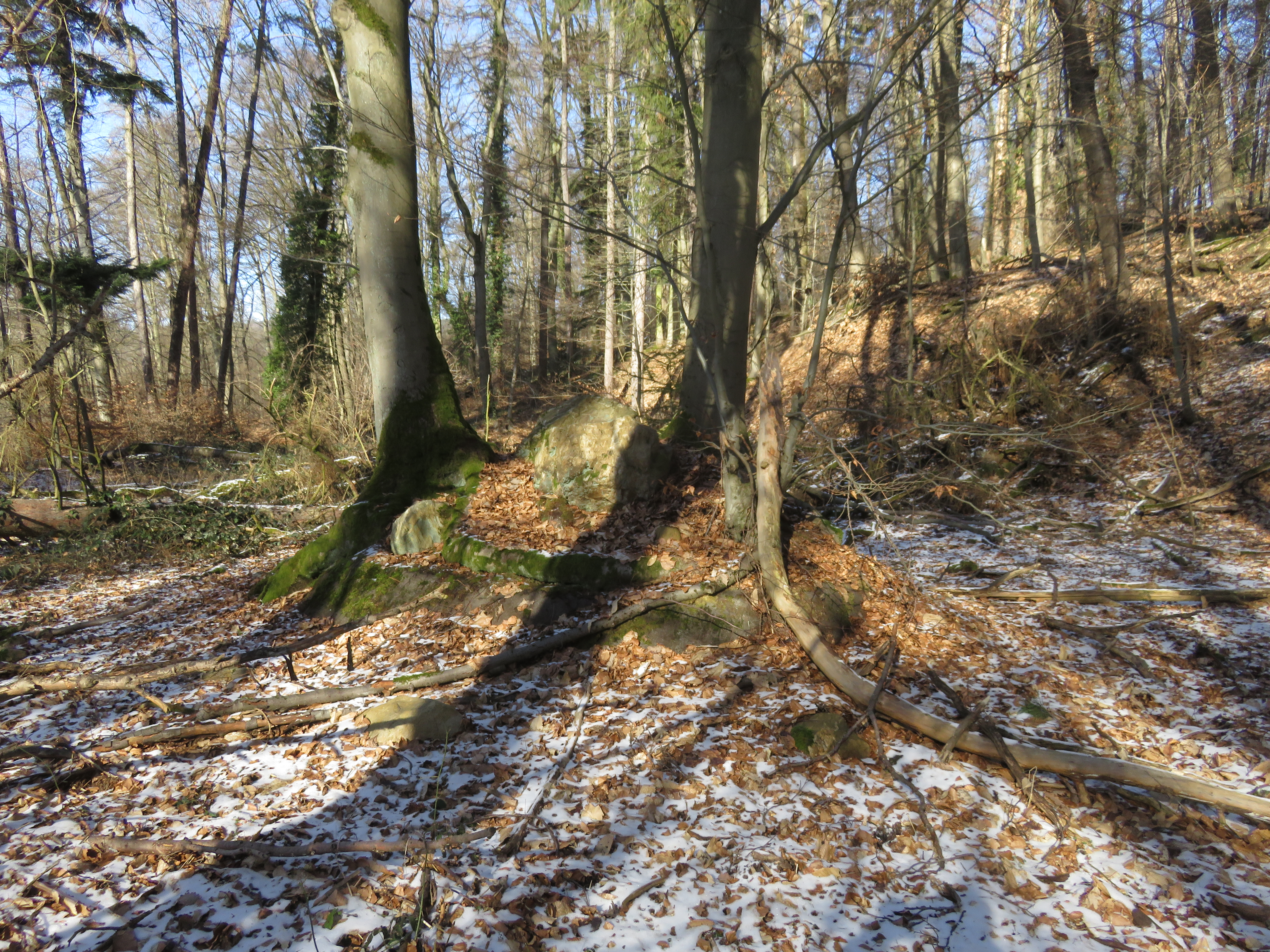
Vor den beiden Bäumen auf der „Insel der Seligen“ im Teich ist das befestigte Ufer zu erkennen
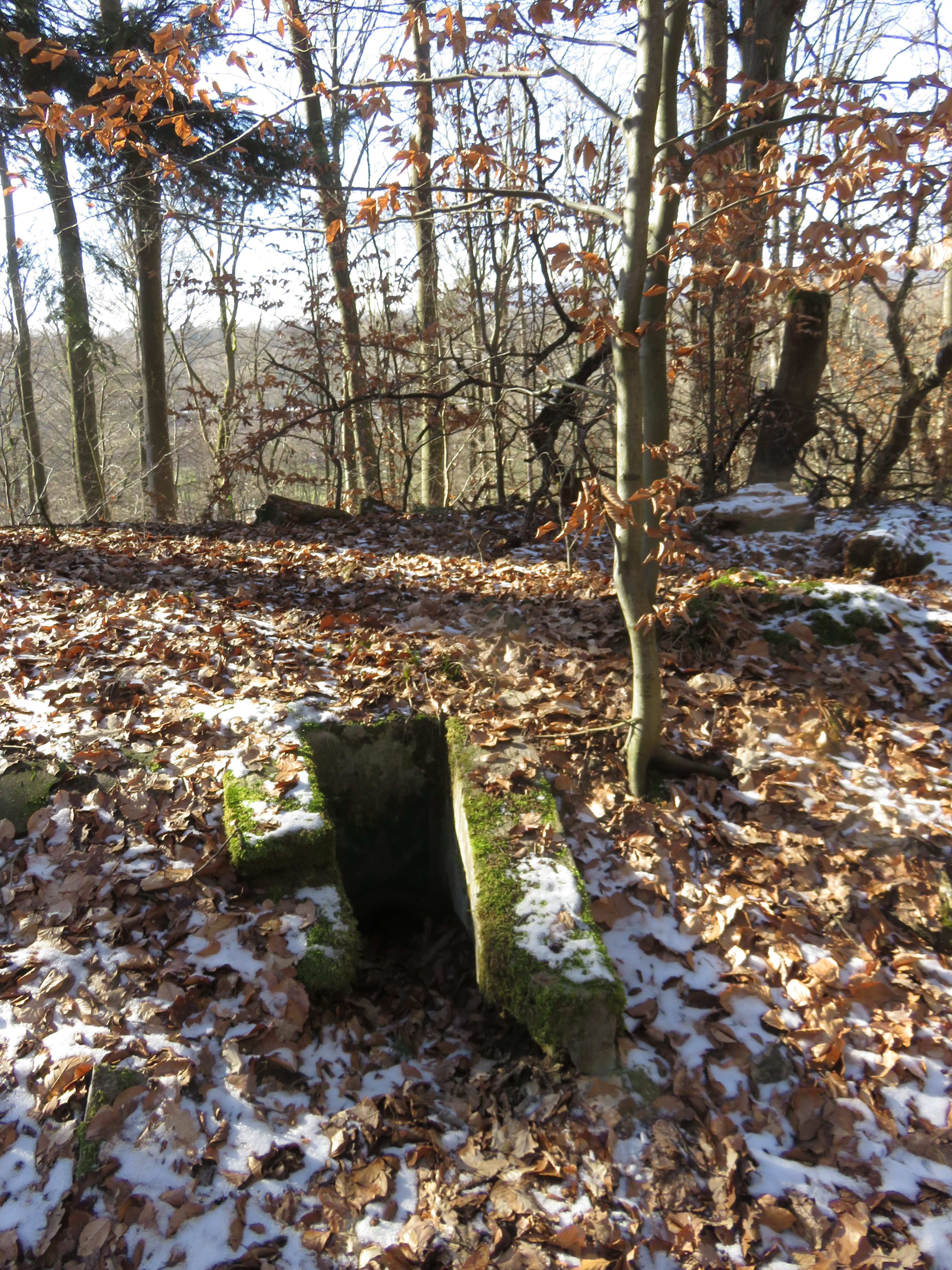
Abfluss des Teichs Richtung Kesselbach